# Calcagno

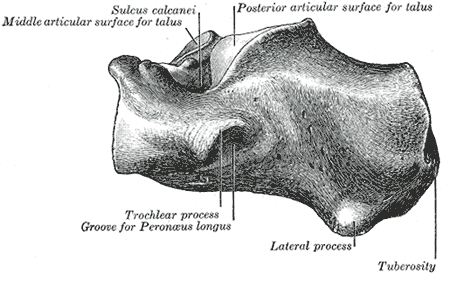
Illustrazione dell'Anatomia del Gray, visione laterale del calcagno

Il calcagno è l'osso più voluminoso del tarso e costituisce il tallone. Si trova in posizione infero-laterale rispetto all'astragalo, l'altro osso della fila prossimale delle sette ossa tarsali.
Le sue dimensioni considerevoli sono dovute al fatto che il peso del corpo, sia in posizione eretta sia durante la deambulazione, si scarica principalmente su di esso e sulle ossa del metatarso.
La parte posteriore del calcagno è costituita da una sporgenza rugosa, abbastanza voluminosa, sulla quale si inserisce il tendine calcaneale (tendine di Achille), che origina dai muscoli del polpaccio.
Il calcagno presenta delle faccette lisce che gli permettono di articolarsi con altre ossa tarsali come l'osso cuboide, sulla superficie antero-laterale del calcagno e l'astragalo superiormente.

## Descrizione
Si tratta di un osso breve dalla forma estremamente irregolare, dettata dalla sua particolare funzione meccanica e dall'attacco di numerosi legamenti e tendini muscolari. Approssimativamente si possono individuare sei facce:
- La faccia superiore comprende un'area posteriore a contatto con un cuscinetto adiposo, situato anteriormente, cioè profondamente. Proseguendo in avanti presenta tre faccette (posteriore, media, anteriore) di articolazione con l'astragalo, coperte di cartilagine ialina articolare (articolazione talo-calcaneale, un insieme di artrodie). Anteriormente a queste, si trova un'infossatura detta solco del calcagno, che assieme al solco dell'astragalo che lo sovrasta costituisce il seno del tarso.
- La faccia inferiore posteriormente comprende l'estensione della tuberosità calcaneale, che si sdoppia in un processo mediale e uno laterale. più in avanti è presente un tubercolo anteriore. Fra queste apofisi la superficie si solleva, presentando un decorso in salita che segue l'arco longitudinale della pianta del piede.
- La faccia mediale è leggermente incavata. Costituisce parte del pavimento del tunnel tarsale, mentre il tetto che lo sovrasta è il retinacolo dei flessori, che si inserisce in questa faccia del calcagno. Più anteriormente presenta il sustentaculum tali, un'eminenza concava che si articola con la faccetta calcaneare media dell'astragalo ed è sito di inserzione di legamenti diretti a tibia, astragalo e navicolare.
- La faccia laterale offre attacco al legamento fibulo-calcaneale.
- La faccia anteriore è di ridotte dimensioni e serve all'articolazione calcaneo-cuboidea, parte di quella mediotarsale dello Chopart, fra fila prossimale e distale del tarso
- La faccia posteriore è dominata dall'evidente tuberosità calcaneale, sito di inserzione del tendine calcaneale o di Achille e facilmente palpabile.

## Funzioni anatomiche
La funzione principale del calcagno è quella di sostenere il peso del corpo quando si cammina, corre o si salta. Inoltre, il calcagno è anche coinvolto nell'ammortizzazione e nella stabilizzazione del piede.
Il calcagno è un osso molto robusto e resistente, che assorbe gli shock e gli impatti causati dalla pressione del peso del corpo sulla superficie del piede. Inoltre, il calcagno è anche responsabile della trasmissione della forza muscolare del polpaccio e della gamba alle dita dei piedi, aiutando a spingere il piede verso il suolo durante la camminata.

## Origini e inserzioni muscolari
Il calcagno è il punto di inserzioni per tre muscoli: le due componenti del tricipite della sura, cioè gastrocnemio e soleo, e il muscolo plantare. Questi muscoli, pur avendo una debole azione anche sull'articolazione del ginocchio, agiscono perlopiù sulla caviglia, come flessori (plantari) del piede. Sono fondamentali nella deambulazione, nel salto e nel mantenimento della stazione eretta. Sono tutti innervati dal nervo tibiale e costituiscono la loggia posteriore dei muscoli della gamba.

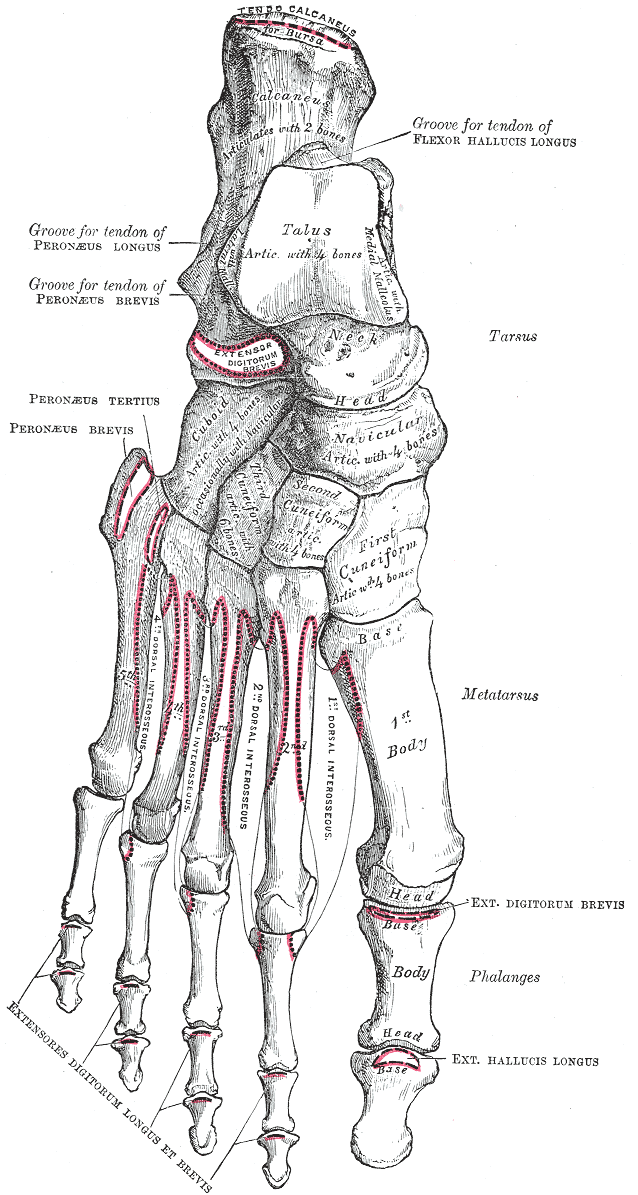
Inserzioni muscolari, viste dall'alto

| Muscolo                       | Direzione  | Attacco                                                             |
| ----------------------------- | ---------- | ------------------------------------------------------------------- |

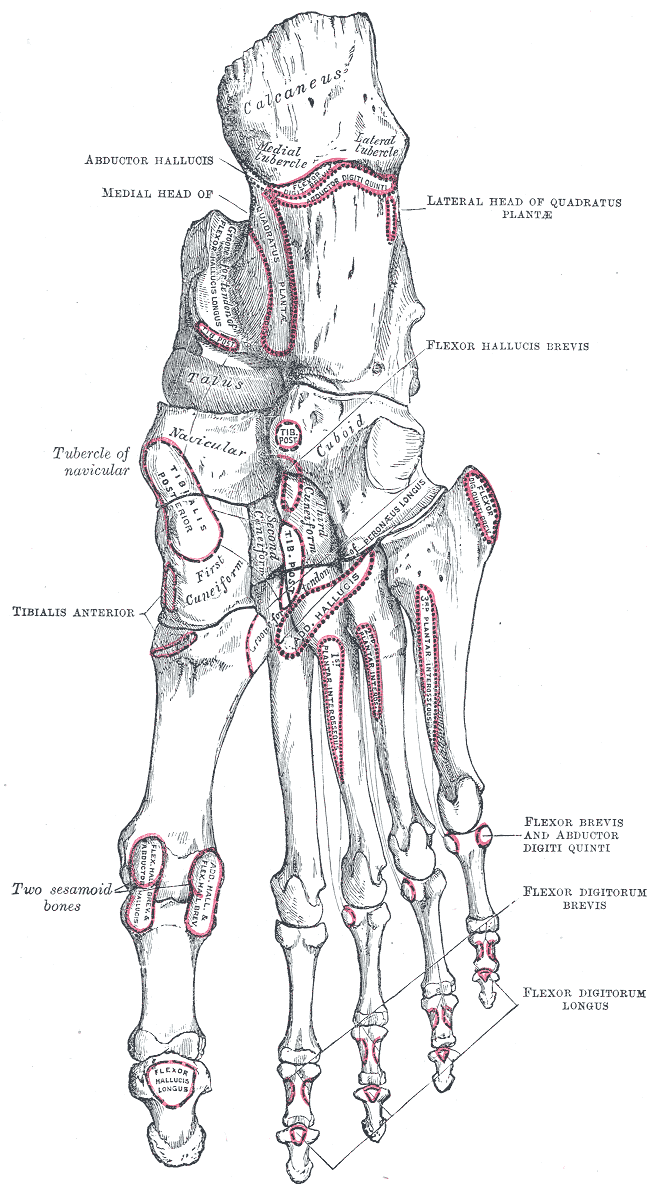
Inserzioni muscolari, viste dal basso

| Gastrocnemio                  | Inserzione | Tuberosità calcaneale, tramite tendine calcaneale                   |
| Soleo                         | Inserzione | Tuberosità calcaneale, tramite tendine calcaneale                   |
| Plantare                      | Inserzione | Tuberosità calcaneale, tramite il tendine calcaneale o direttamente |
| Estensore breve delle dita    | Origine    | Parte dorsale del calcagno                                          |
| Muscolo abduttore dell'alluce | Origine    | Processo mediale                                                    |
| Estensore breve dell'alluce   | Origine    | Parte dorsale del calcagno                                          |
| Adduttore del V dito          | Origine    | Tuberosità calcaneale                                               |
| Flessore breve delle dita     | Origine    | Tuberosità calcaneale                                               |
| Quadrato plantare             | Origine    | Processo mediale e processo laterale                                |